# Takanori Miyake
Takanori Miyake (født 15. februar 1992) er en japansk fodboldspiller.
Han har spillet for flere forskellige klubber i sin karriere, herunder Blaublitz Akita og Fujieda MYFC.